# LaVon Mercer
LaVon Mercer (en hebreo: לבן מרסר) (Metter, Georgia 13 de enero de 1959) es un exjugador de baloncesto israelí-estadounidense. Con 2.08 de estatura, jugaba en la posición de pívot.

## Trayectoria
- Universidad de Georgia
- 1981-88: Hapoel Tel-Aviv
- 1988-95: Maccabi Tel-Aviv

## Palmarés
- Liga de Israel: 6

Maccabi Tel Aviv: 1989, 1990, 1991, 1992, 1994, 1995
- Copa de Israel: 5

Maccabi Tel Aviv: 1984, 1989, 1990, 1991, 1994